# All Too Well (pjesma Taylor Swift)
"All Too Well" je pjesma američke kantautorice Taylor Swift, s njenog četvrtog studijskog albuma, Red (2012.), koji je 22. listopada 2012. objavio Big Machine Records. Swift je napisala "All Too Well" kao prvu pjesmu za album, dok se pripremala za svoju svjetsku turneju Speak Now World Tour. Surađivala je s dugogodišnjom koautoricom Liz Rose, koja je pomogla skratiti pjesmu na pet minuta s izvornih 15tak minuta. Pjesmu su producirali Swift i Nathan Chapman, dugogodišnji kolega. "All Too Well" je snažna balada koja kombinira stilove country rocka, soft rocka, folka i arena rocka, sa stihovima koji govore o romantičnoj vezi i njenom kasnijem raskidu koristeći živopisne slike.
Nakon što je album objavljen, "All Too Well" je dosegao 80. mjesto na američkoj Billboard Hot 100 i 59. mjesto na kanadskoj Hot 100 ljestvici, a Udruženje diskografske industrije Amerike (RIAA) ga je proglasilo zlatnim. Swift je izvela "All Too Well" na 56. godišnjoj dodjeli nagrada Grammy 26. siječnja 2014. na zahtjev fanova, a pjesmu je među mnogima uvrstila na popise svojih nastupa za Red Tour (2013.–14.) i Reputation Stadium Tour (2018) među drugim pjesmama.
Kritičari, obožavatelji i mediji često su pjesmu nazivali Swiftinom najboljom pjesmom, ako ne i jednom od najboljih pjesama ikada napravljenih, ističući njezino katarzično pisanje pjesama; emocionalni angažman; specifični, ekspozitorni detalji; vokalna izvedba; i glazbeni vrhunac. Pjesma se nalazila na popisima najboljih pjesama u desetljeću 2010-ih mnogih publikacija te na Rolling Stoneovoj reviziji 500 najboljih pjesama svih vremena 2021. zauzela je 69. mjesto. "All Too Well" stekao je kult, a njegova referenca na "šal" postala je fenomen popularne kulture.
Godine 2021., nakon kontroverze u vezi s njezinim masterima, Swift je ponovno snimila dvije verzije pjesme "All Too Well" — onu od 5 minuta i njenu neskraćenu, 10-minutnu verziju — za svoj drugi presnimljeni album, Red (Taylor's Version), objavljen 12. studenog preko Republic Recordsa. Uz pjesmu, Swift je objavila kratki film pod nazivom All Too Well: The Short Film, romantična drama koju je sama napisala i režirala Swift u kojoj glavne uloge preuzimaju Sadie Sink i Dylan O'Brien, Kratki film premijerno je prikazan 12. studenoga.
10 Minutna verzija doživjela je međunarodni komercijalni uspjeh, zauzevši vrhove ljestvica u raznim zemljama. Srušila je Guinnessov svjetski rekord za najdužu pjesmu ikada koja je dosegla broj jedan na Billboard Hot 100. Recenzije su pohvalile "epsko" pjesmarenje 10-minutne verzije i nazvale je vrhuncem karijere za Swift, svrstavši se na razne popise na kraju godine najboljih pjesama 2021.

## Pozadina i objavljivanje
"All Too Well" bila je prva pjesma koju je Swift napisala za svoj album Red, nakon što je tekst napisala gotovo dvije godine prije izlaska albuma. Dok je surađivala s različitim piscima na navedenom albumu, Swift je napisala pjesmu zajedno te ju je skratila zajedno s Liz Rose, s kojom je napisala mnoge pjesme na svojim ranijim albumima. Rose je rekla da ju je Swift neočekivano zamolila da joj pomogne napisati pjesmu kao jednokratni projekt nakon što sa Swift nije surađivala nekoliko godina. Swift je neočekivano sama napisala prvi nacrt pjesme dok je bila na pripremama za svjetsku turneju Speak Now World Tour u veljači 2011., a konačni nacrt je dovršen u ožujku iste godine.
U intervjuu za Good Morning America, Swift je rekla da je pjesma bila "najteža za napisati na albumu", rekavši: "Trebalo mi je jako puno vremena da filtriram kroz sve što sam htjela staviti u pjesmu, a da nije bila desetominutna pjesma, koju ne možete staviti na album. Željela sam priču koja bi mogla funkcionirati u obliku pjesme i nazvala sam svoju koscenaristicu Liz Rose i rekla, 'Dođi, moramo ovo filtrirati ,' i trebalo mi je jako dugo da je shvatim." Rose je također rekla da je pjesma izvorno bila duga "10, 12 ili 15 minuta" prije nego što je smanjena na "važne dijelove". U kasnijem intervjuu, Rose je opisala "All Too Well" kao izvorno "vjerojatno 20-minutnu pjesmu kad me [Swift] nazvala." Čak i nakon smanjenja, pjesma je najduža pjesma na albumu, pet minuta i dvadeset osam sekundi (5:28).
U intervjuu 2020. za Rolling Stoneov podcast, Swift je potvrdila da je izvorna verzija bila duga oko 13 minuta te je također otkrila da je bila eksplicitna. Studijsku snimku pjesme producirali su Swift i Nathan Chapman. U intervjuu za Rolling Stone, Liz Rose je objasnila kako je nastala pjesma "All Too Well", rekavši: "Kad smo radili 'All Too Well', nisam se čula s njom neko vrijeme. Nije zapravo pisala." Nakon što je primila poziv od Swift koja ju je zamolila da surađuje na pjesmi, Rose je objasnila da je "[Swift] imala puno informacija. Samo sam je pustila. Već je imala melodiju i počela je pjevati neke riječi, i počela sam zapisivati stvari, govoreći: 'U redu, upotrijebimo ovo, upotrijebimo ono'. Rose je kasnije izjavila: "Bila je to najemotivnija, najdublja pjesma koju smo ikada napisali."
Tajna poruka pjesme u bilješkama Red albuma je "MAPLE LATTES". Prvo od četiri Target-exclusive deluxe izdanja Swiftinog albuma Lover iz 2019. sadržavalo je njezin stari dnevnik, u kojem se mogu pronaći neki od izbačenih tekstova pjesme "All Too Well": "Evo nas opet / Ti plačeš na telefonu / Shvatila sam da si izgubio jedinu pravu stvar koju si ikada znao" bio je izvorni "most" pjesme, dok su originalni uvodni stihovi bili "Prohodala sam kroz vrata s tobom / Zrak je bio hladan / Slike na kaminu, pokazuješ mi uokolo." Dodatni izvorni stihovi uključivali su "Evo nas opet / Kad si ugasio svijeću / Uzeo ovu goruću ljubav i usmjerio je ravno u zemlju / Trčala sam u strahu, bio si tamo" i "Vratit ćeš moje stvari poštom u kutiji bez napomene / Osim onog šala od prvog tjedna / Da, držiš ga u ladici jer miriše na mene."
Nakon spora sa Scooter Braunom i Big Machine Recordsom oko prava na masterima, Swift je objavila svoju namjeru da ponovno snimi svaki od albuma. 18. lipnja 2021. Swift je najavila da će Red (Taylor's Version) biti objavljen 12. studenog 2021.

## Kompozicija i tekstovi
"All Too Well" je country, country rock, arena rock, folk, power pop, i soft rock balada koja živopisno pripovijeda o poteškoći nastavka od slomljenog srca. Traje pet minuta i dvadeset osam sekundi, što je čini najdužom pjesmom na albumu. Glazbeno, pjesma je postavljena u C-duru s tempom od 93 otkucaja u minuti. Swiftin vokal seže od F3 do D5. Pjesma je instrumentirana akustičnom i električnom gitarom, klavijaturom, bubnjevima i basom. Pjesma slijedi obrazac pete pjesme koju su primijetili glazbeni kritičari. Prema teoriji, peta pjesma na svakom Swiftinom albumu označva najemotivniju pjesmu na albumu. Brad Nelson iz Pitchforka identificirao je pjesmu kao vrhunac albumove sveobuhvatne teme da "Ništa ne umire, a da ne ostavi neki trag o sebi."

## Kritički prijem
"All Too Well" je dobila široko priznanje od kritičara, koji su je hvalili kao jednu od Swiftinih najbolje napisanih pjesama zbog vrlo detaljnih i moćnih tekstova. Rob Sheffield iz Rolling Stonea rangirao ju je kao Swiftinu najbolju pjesmu. Brittany Spanos također iz Rolling Stonea napisala je da je pjesma "remek-djelo forme balade o raskidu". U recenziji pjesme Red, Billboard je pjesmu opisao kao "raskošnu country" pjesmu u kojoj Swift oplakuje sjećanja "na romansu koja je naizgled bila zakopana u vremenu." Pišući za Slant Magazine, Jonathan Keefe je odabrala "All Too Well" kao "vjerojatno najbolju pjesmu u cijelom Swiftinom katalogu:" ona "kreše od kavanskog folka do arena rocka [...] dok ona ne pusti jednu od svojih najboljih rečenica [...] i pjesma eksplodira u puno krvoproliće."

## Komercijalna izvedba
U tjednu kada je objavljen njezin album Red, a sve su pjesme bile na ljestvicama u različitim zemljama zbog velikog broja preuzimanja u digitalnoj prodaji. Na datum izdavanja 10. studenog 2012., "All Too Well" debitirala je na 80. mjestu Billboard Hot 100, 22. na ljestvici Digital Song Sales, 59. na Canadian Hot 100 i 17. na Hot Ljestvica Country Songs. Dana 23. srpnja 2018., "All Too Well" dobio je zlatni certifikat od strane Udruge diskografske industrije Amerike za prodaju preko 500.000 jedinica u zemlji.

## Zasluge
Zasluge su adaptirane iz bilježaka sa albuma Red.
- Taylor Swift – vokali, tekst, produkcija
- Liz Rose – tekst
- Nathan Chapman – tekst, akustična gitara, električna gitara, bass, klavijature, bubnjevi, pozadinski vokali, audio inženjer
- LeAnn "Goddess" Bennet – koordinator proizvodnje
- Drew Bollman – pomoćni mikser
- Jason Campbell – koordinator proizvodnje
- Mike "Frog" Griffith – koordinator proizvodnje
- Brian David Willis – pomoćni mikser
- Hank Williams – audio mastering
- Justin Niebank – audio miješanje

## Ljestvice
| Ljestvica (2012.) | Visina pozicije |
| ----------------- | --------------- |
| Kanada            | 59              |
| SAD               | 17              |

| Ljestvica (2021.) | Visina pozicije |
| ----------------- | --------------- |
| Austrijaa         | 16              |
| Belgija           | 49              |
| Njemačka          | 36              |
| Portugal          | 4               |
| Švicarska         | 19              |

## "All Too Well (Taylor's Version)"
Swift je ponovno snimila dvije verzije pjesme "All Too Well" za svoj ponovno snimljeni album Red (Taylor's Version) 2021. Prva, "All Too Well (Taylor's Version)", presnimka je službene verzije koja se pojavljuje na albumu, dok je druga, "All Too Well (10 Minute Version)", neskraćena verzija pjesme, koja sadrži izvorne stihove i melodije pjesme prije nego što su uklonjeni iz originalne verzije albuma Red. Swift je izdala desetominutnu verziju kao promotivni singl za album Red (Taylor's Version) 15. studenog 2021. preko Republic Recordsa. Dan nakon digitalnog izdanja, Swift je izvela pjesmu nakon projekcije filma All Too Well: The Short Film na premijeri filma, te tijekom Saturday Night Live sljedeće večeri.
"All Too Well (10 Minute Version)" naišla je na pohvalne kritike glazbenih kritičara, od kojih su mnogi pohvalili njenu strukturu pjesama, Swiftino pisanje pjesama i prošireno pripovijedanje jer pružaju više konteksta i perspektive od petominutne verzije, te su je nazvali jednom od najboljih pjesama 2021. Komercijalno, "All Too Well (Taylor's Version)" bio je na vrhu ljestvica u Australiji, Kanadi, Irskoj, Novom Zelandu, Sjedinjenim Američkim Državama, Maleziji i Singapuru, a sletio je među prvih deset u Indiji, Filipinima i Ujedinjeno Kraljevstvo; srušila je Guinnessov svjetski rekord za najdužu pjesmu na prvom mjestu Billboard Hot 100 svih vremena. Swift je postigla udvostručenje ljestvica u mnogim zemljama tako što je zauzela vrhove ljestvica svojih albuma s albumom Red (Taylor's Version) istog tjedna kada je pjesma bila na vrhu ljestvica singlova.

### Zasluge
Zasluge su adaptirane iz bilježaka sa albuma Red (Taylor's Version).
"All Too Well (Taylor's Version)"
- Taylor Swift – glavni vokali, tekst, producent
- Liz Rose – tekst
- Christopher Rowe – producent, vokalni inženjer
- David Payne – inženjer snimanja
- Dan Burns – dodatni inženjer
- Austin Brown – pomoćni inženjer, pomoćni urednik
- Bryce Bordone – inženjer
- Derek Garten – inženjer
- Serban Ghenea – miksanje
- Mike Meadows – akustična gitara, prateći vokali
- Amos Heller – bas gitara, sint bas
- Matt Billingslea – bubnjevi
- Paul Sidoti – električna gitara
- David Cook – piano
- Max Bernstein – sintisajzeri

"All Too Well (10 Minute Version) (Taylor's Version) (from the Vault)"
- Taylor Swift – glavni vokali, tekst, producent
- Liz Rose – tekst
- Jack Antonoff – producent, inženjer snimanja, inženjer, akustična gitara, bass, električna gitara, klavijature, mellotron, slide gitara, bubnjevi, udaraljke
- Lauren Marquez – asistent snimatelja
- John Rooney – asistent snimatelja
- Jon Sher – asistent snimatelja
- David Hart – inženjer, inženjers snimanja: celesta, Hammond B3, piano, orgulje od trske, bariton gitara, Wurlitzer električni klavir
- Mikey Freedom Hart – inženjer, celesta, Hammond B3, piano, orgulje od trske, bariton gitara, Wurlitzer električni klavir
- Sean Hutchinson – inženjer, bubnjevi, udaraljke, snimatelj (udaraljke, bubnjevi)
- Jon Gautier – inženjer, snimatelj (gudači)
- Christopher Rowe – vocal engineer
- Laura Sisk – inženjer, snimatelj
- Evan Smith – flaute, saksofon, sintisajzeri, snimatelj (flaute, saksofon, sintisajzeri)
- Bryce Bordone – inženjer
- Michael Riddleberger – inženjer, udaraljke
- John Rooney – inženjer
- Serban Ghenea – miksanje
- Bobby Hawk – žice

### Ljestvice
| Ljestvica (2021.–2022.) | Visina pozicije |
| ----------------------- | --------------- |
| Argentina               | 79              |
| Australia               | 1               |
| Češka                   | 95              |
| Danska                  | 33              |
| Europa                  | 5               |
| Filipini                | 8               |
| Grčka                   | 11              |
| Island                  | 25              |
| Indija                  | 5               |
| Irska                   | 1               |
| Italija                 | 69              |
| Južna Afrika            | 13              |
| Kanada                  | 1               |
| Litva                   | 39              |
| Mađarska                | 17              |
| Malezija                | 1               |
| Nizozemska              | 32              |
| Novi Zealand            | 1               |
| Norveška                | 30              |
| Singapur                | 1               |
| SAD                     | 1               |
| Slovačka                | 81              |
| Svijet                  | 1               |
| Španjolska              | 25              |
| Švedska                 | 47              |
| Ujedinjeno Kraljevstvo  | 1               |
| Vijetnam                | 82              |